# 招柏站
招柏站是京原铁路的一座车站，位于中国山西省大同市灵丘县落水河乡，建立于1971年，現為四等站。车站距北京站235公里，距原平站203公里，位于驛馬嶺隧道（艾河→招柏區間）西侧。车站办理旅客乘降、小食品運送及包裹行李托运业务，现不办理货运业务。

## 歷史
- 1971年：招柏站开始动土。
- 1972年：招柏站建成啓用營運。